# K.k. Gewölbwache in Wien
Die k.k. Gewölbwache in Wien war eine zivile Wachorganisation, die aber teilweise der Polizei unterstand. Sowohl der Zeitpunkt der Gründung als auch der Auflösung sind nicht bekannt, aktiv war die Gewölbwache belegbar in der zweiten Hälfte des 19. Jahrhunderts.

## Aufgaben und Organisation
Die Hauptaufgabe der Gewölbwache war die Kontrolle und der Schutz von ebenerdig oder unterhalb des Straßenniveaus befindlichen Verkaufsgewölben, Niederlagen, Magazinen und sonstigen Verkaufslokalen, sofern sie mittels Fenster oder Türen mit frei zugänglichen Verkehrsflächen verbunden waren, vor Einbrüchen oder sonstigen Gefahren. Geschäftsleute, welche durch Unachtsamkeit oder Leichtsinn einen Einbruch erleichterten, wurden bestraft. 2/3 der Strafgebühr kam dem Gewölbwachefonds zugute, das dritte Drittel erhielt der Gewölbwächter, der den Missstand entdeckt hatte, als Belohnung für seine Aufmerksamkeit. Geregelt wurden diese Strafen beispielsweise durch einen Erlass des Ministeriums des Innern vom 31. Jänner 1852.
In organisatorischen Angelegenheiten wurde die k.k. Gewölbwache von der Gewölbwachkommission geleitet, bezüglich des exekutiven Dienstes aber von der Polizeidirektion. Auch die Kasse der Gewölbwache wurde im Depositenamt der Polizeidirektion verwahrt. Um 1864 wurden die Militär-Strafvorschriften der 1775 gegründeten Militär-Polizeiwache auch bei der Gewölbwache angewandt. Nach deren Auflösung entsprachen sie jener der Sicherheitswache, wobei das Strafrecht je nach der Strenge der Strafe entweder beim
- k.k. Zentral-Inspektor der Sicherheitswache (mündliche Rüge, Verweis) oder beim
- Polizeipräsidenten (Degradierung, Entlassung) lag.

Die k.k. Gewölbwache verfügte über alle Rechte, die einer Wache gesetzlich zustanden. Außerdem standen die Mitglieder unter dem gesetzlichen Schutz für obrigkeitliche Personen, Zivil- oder Militärwachen.
Finanziert wurde die k.k. Gewölbwache durch jährliche Mitgliedsbeiträge der Inhaber der bewachten Räumlichkeiten. Die Kosten wurden von der Gewölbwachkommission je nach Beschaffenheit des Lokals und dem Wert der hier befindlichen Ware festgelegt. Aus diesen Einnahmen wurden unter anderem die Löhnung des Wachpersonals, deren Montur, Verpflegung und Unterbringung finanziert.
Durch den Präses der Gewölbwachkommission erfolgte die Aufnahme neuer Mitglieder, vereidigt wurden sie durch den k.k. Zentral-Inspektor der Wiener Polizei. Bei der Aufnahme wurden sehr bewährte ausgediente Unteroffiziere der k.k. Gendarmerie, des stehenden Heeres, der Kriegsmarine oder der Landwehr, sofern sie rüstig, entschlossen, tadellos und der deutschen Sprache in Wort und Schrift mächtig waren, bevorzugt. In den Statuten des Jahres 1883 wird ein Mannschaftsstand von 2 Inspektoren, 8 Unterinspektoren und 144 Gewölbwächtern genannt, die ihren Dienst während der Nachtstunden versahen. In der Dienst-Instruction für die kaiserlich-königliche Wiener Gewölb-Schutzwache aus dem Jahr 1864 werden noch 80 Gewölbwächter („Gemeine“) angegeben.

### Gewölbwachkommission
Die Gewölbwachkommission setzte sich aus dem
- Polizeipräsidenten von Wien oder dessen Stellvertreter, dem
- Zentral-Inspektor der k.k. Sicherheitswache, dem
- Ökonomie-Referenten der k.k. Sicherheitswache,
- zwei vom Wiener Gemeinderat gewählten Gemeinderäten und
- zehn Zahlungspflichtigen (je fünf von der Handels- und der Gewerbesektion der Handels- und Gewerbekammer) zusammen.

In den Wirkungsbereich der Gewölbwachkommission fielen unter anderem die Überwachung der Geschäftsgebarung, Beförderungen sowie die Bewilligungen von Provisionen, Abfertigungen, Unterstützungen und Remunerationen.